# The Revolution (catch)
Pour les articles homonymes, voir The Revolution.
 (janvier 2015).
Si vous disposez d'ouvrages ou d'articles de référence ou si vous connaissez des sites web de qualité traitant du thème abordé ici, merci de compléter l'article en donnant les références utiles à sa vérifiabilité et en les liant à la section « Notes et références ».
Palmarès
1 fois TNA World Tag Team Championship – James Storm et Abyss
The Revolution était un clan de catcheurs heel appartenant à la Total Nonstop Action Wrestling (TNA), une fédération de catch américaine. Le groupe se dissoudra à la suite du départ de son chef de file James Storm.

## Membres du groupe
| Identité         | Période                             | Notes                                                                        |
| ---------------- | ----------------------------------- | ---------------------------------------------------------------------------- |
| James Storm      | 27 août 2014 – 30 juillet 2015      | Leader du groupe 1 fois TNA World Tag Team Champion                          |
| Manik            | 17 septembre 2014 – 30 juillet 2015 |                                                                              |
| Abyss            | 12 novembre 2014 – 30 juillet 2015  | 1 fois TNA World Tag Team Champion                                           |
| Khoya            | 7 janvier 2015 – 26 juin 2015       | Il quitte la révolution à la suite d'insultes de James Storm envers son pays |
| The Great Sanada | 27 août 2014 – 10 avril 2015        | James Storm le renvoi du clan à la suite de nombreuses déceptions de sa part |

## Palmarès
- Total Nonstop Action Wrestling
  - 1 fois TNA World Tag Team Champions - Abyss et James Storm